# Murus Gallicus

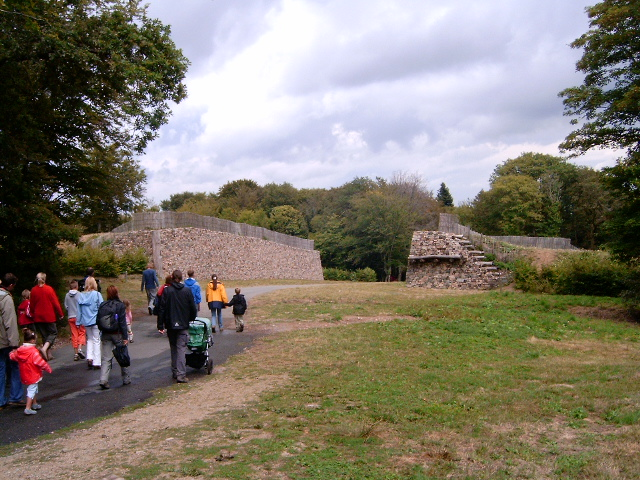
Gallische muur van de oppidum Bibracte, Frankrijk

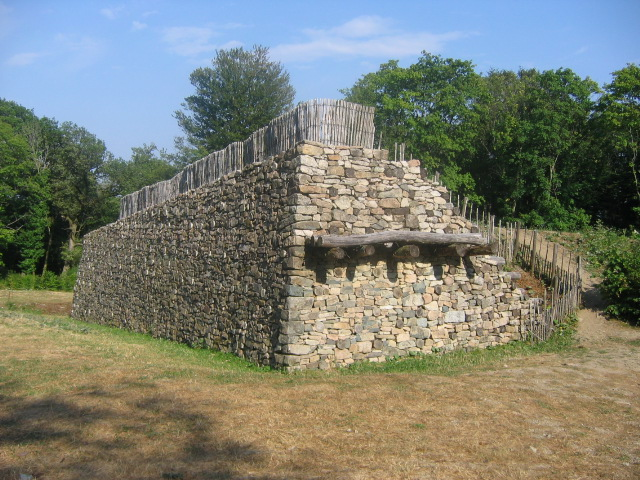
Muur van Bibracte

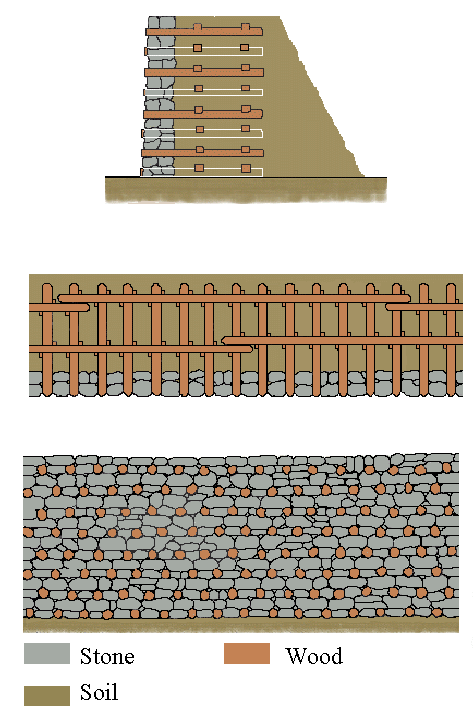
Opbouw van de Gallische muur

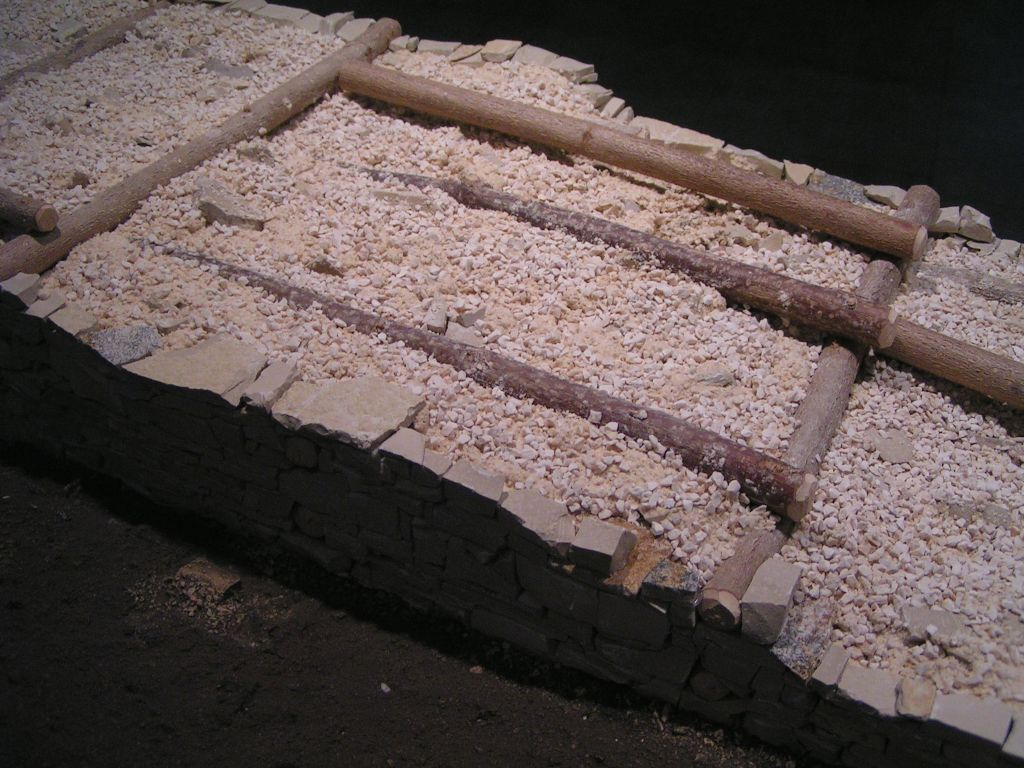
Model van een Gallische muur, Rheinisches Landesmuseum Trier

De murus Gallicus (Gallische (Keltische) muur) is een bouwmethode voor beschermende muren van walburchten uit de IJzertijd en oppida van de La Tène-periode in West-Europa. Zij werd algemeen gebruikt in het huidige Frankrijk: er zijn daar 24 voorbeelden overgeleverd. Maar er zijn ook Gallische muren te vinden in het huidige Zwitserland, België en sommige delen van de Britse eilanden. Dit type muur is echter zeldzaam in Centraal-Europa. De meest oostelijke vindplaats tot op heden is in Manching, nabij Ingolstadt in Beieren (Duitsland).  De Gallische muur van het fort aan zee van Le Camp d'Artus bij Huelgoat werd opgegraven door  Mortimer Wheeler.

## Kenmerken
- vulling van aarde of puin (stenen)
- dwarsbalken in de diepte om de ongeveer 60 cm
- in de lengterichting balken op de dwarsbalken, bevestigd met pen-en-gatverbindingen, nagels of ijzeren spijkers door met avegaar geboorde gaten
- stenen bekleding (deklaag) aan voorzijde zonder mortel (droge muur)
- dwarsbalken steken uit door de stenen bekleding
- helling aan binnenzijde zodat voetvolk en ruiters top van de muur kunnen bereiken
- dikte ongeveer drie meter, hoogte verscheidene meters.

## Beschrijving door Caesar
De techniek werd beschreven door Julius Caesar in zijn Commentarii de Bello Gallico (7,23):

Muri autem omnes Gallici hac fere forma sunt. Trabes derectae perpetuae in longitudinem paribus intervallis distantes inter se binos pedes in solo conlocantur...

(Vrije vertaling) Maar de meeste Gallische muren zijn als volgt opgebouwd. Rechte balken worden in de lengterichting verbonden en steeds met twee voet tussenafstand op de grond gelegd. Aan de binnenkant komen pen-en-gatverbindingen, waarna ze met veel aarde worden bedekt. De tussenruimtes die we noemden worden aan de voorkant afgesloten met grote stenen. Als dit klaar is wordt een volgende laag aangebracht met dezelfde tussenruimte, zodat de balken elkaar niet raken maar er gelijke tussenafstanden blijven. Elke rij balken wordt door een rij stenen op zijn plaats gehouden. Zo komt de muur tot stand, tot de gewenste hoogte is bereikt.

...Deze constructie is zeer voordelig ter verdediging van steden. Want de stenen bekleding biedt bescherming tegen vuur, en het houten geraamte beschermt tegen de stormram, omdat het hout van binnen onderling verbonden is in rijen van balken, meestal veertig voet lang zodat het niet doorbroken of uit elkaar getrokken kan worden.

## Soliditeit
Deze Gallische (Keltische) muur werd opgetrokken op de volle grond. Eerst werd het raamwerk van palen in lengte- en dwarsrichting opgebouwd, dat daarna gevuld werd met aarde en stenen. Door de grote massa was de muur onmogelijk te doorbreken of te kantelen, terwijl de in principe brandbare houten palen die stevigheid boden beschermd werden door aarde en puin en alleen aan de voorzijde bloot lagen.

## Andere constructies
- Pfostenschlitzmauer - staande houten palen in de buitenmuur, karakteristiek voor Centraal-Europa.
- Dacische Muur - stenen muren aan buiten- en binnenkant, van binnen versterkt met horizontale balken.

In de Oppidum te Manching werd een eerdere murus gallicus herbouwd als  pfostenschlitzmauer.